# Moulis-en-Médoc
Pour les articles homonymes, voir Moulis et Médoc (homonymie).
Moulis-en-Médoc est une commune du Sud-Ouest de la France, située dans le département de la Gironde, en région Nouvelle-Aquitaine.

## Géographie

### Localisation
Le village de Moulis est situé dans le Médoc sur une hauteur (poujeau) surplombant de la jalle de Tiquetorte, un affluent de la Gironde.

### Communes limitrophes
Les communes limitrophes sont  Arcins, Avensan, Castelnau-de-Médoc, Lamarque, Listrac-Médoc, Sainte-Hélène et Soussans.
|                    | Listrac-Médoc   | Lamarque |
| Sainte-Hélène      | Moulis-en-Médoc | Arcins   |
| Castelnau-de-Médoc | Avensan         | Soussans |

### Climat
Pour des articles plus généraux, voir Climat de la Nouvelle-Aquitaine et Climat de la Gironde.
Historiquement, la commune est exposée à un climat océanique aquitain.  
En 2020, Météo-France publie une typologie des climats de la France métropolitaine dans laquelle la commune est exposée à un climat océanique et est dans la région climatique  Littoral charentais et aquitain, caractérisée par une pluviométrie élevée en automne et en hiver, un bon ensoleillement, des hiver doux (6,5 °C), soumis à la brise de mer.
Pour la période 1971-2000, la température annuelle moyenne est de 12,9 °C, avec une amplitude thermique annuelle de 13,8 °C. Le cumul annuel moyen de précipitations est de 934 mm, avec 12,4 jours de précipitations en janvier et 6,8 jours en juillet. Pour la période 1991-2020, la température moyenne annuelle observée sur la station météorologique la plus proche, située sur la commune de Salaunes à 14,47 km à vol d'oiseau, est de 13,3 °C et le cumul annuel moyen de précipitations est de 1 007,0 mm,. Pour l'avenir, les paramètres climatiques de la commune estimés pour 2050 selon différents scénarios d’émission de gaz à effet de serre sont consultables sur un site dédié publié par Météo-France en novembre 2022.

## Urbanisme

### Typologie
Au 1er janvier 2024, Moulis-en-Médoc est catégorisée commune rurale à habitat dispersé, selon la nouvelle grille communale de densité à sept niveaux définie par l'Insee en 2022.
Elle est située hors unité urbaine. Par ailleurs la commune fait partie de l'aire d'attraction de Bordeaux, dont elle est une commune de la couronne,. Cette aire, qui regroupe 275 communes, est catégorisée dans les aires de 700 000 habitants ou plus (hors Paris),.

### Occupation des sols

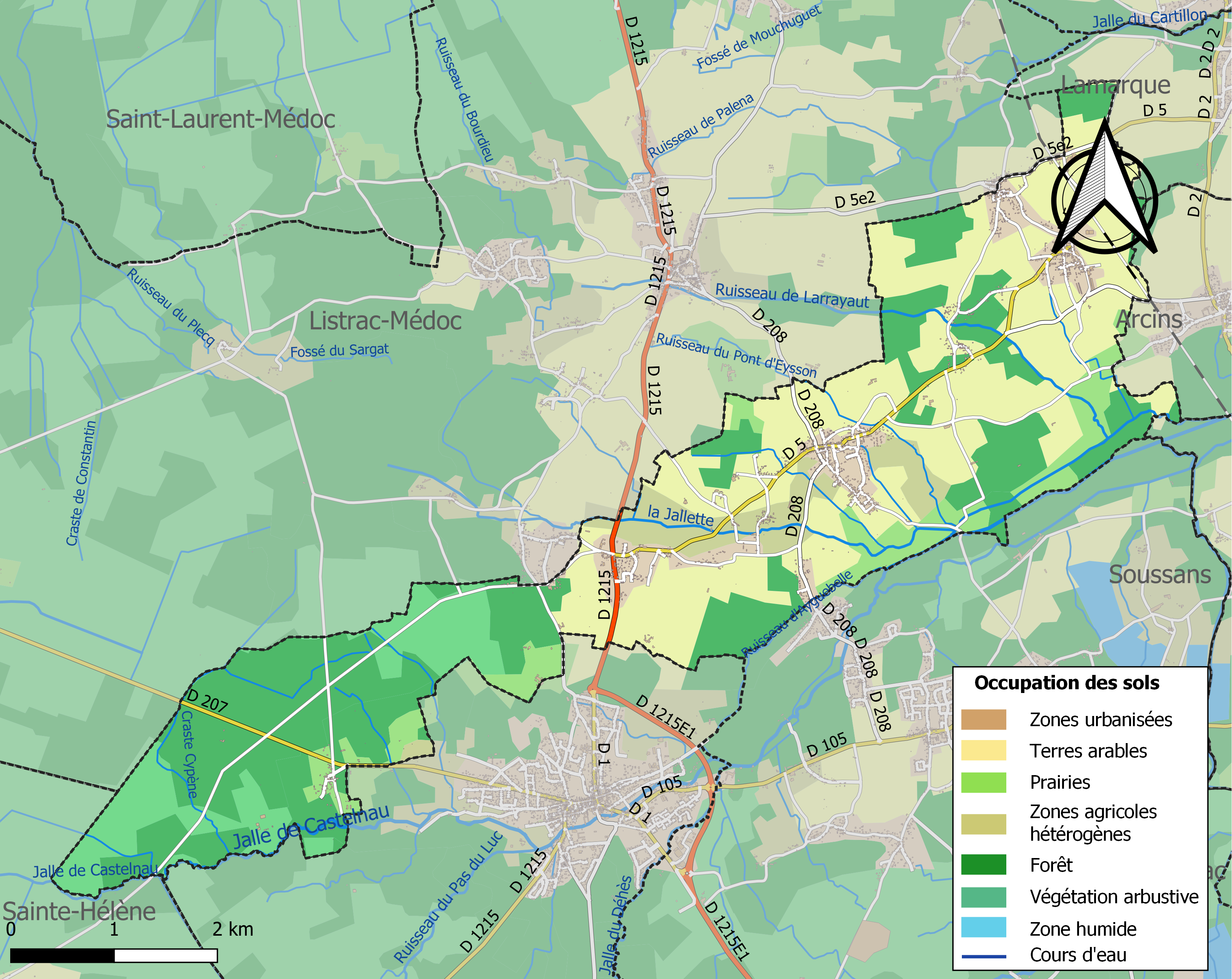
Carte des infrastructures et de l'occupation des sols de la commune en 2018 (CLC).

L'occupation des sols de la commune, telle qu'elle ressort de la base de données européenne d’occupation biophysique des sols Corine Land Cover (CLC), est marquée par l'importance des territoires agricoles (49,7 % en 2018), en diminution par rapport à 1990 (54,4 %). La répartition détaillée en 2018 est la suivante : 
cultures permanentes (36,1 %), forêts (34,2 %), milieux à végétation arbustive et/ou herbacée (9,2 %), prairies (7,8 %), zones urbanisées (6,9 %), zones agricoles hétérogènes (5,8 %). L'évolution de l’occupation des sols de la commune et de ses infrastructures peut être observée sur les différentes représentations cartographiques du territoire : la carte de Cassini (XVIIIe siècle), la carte d'état-major (1820-1866) et les cartes ou photos aériennes de l'IGN pour la période actuelle (1950 à aujourd'hui).

### Hameaux et lieux-dits
Le Bourg, Bouqueyran, Grand-Poujeaux ...

### Risques majeurs
Le territoire de la commune de Moulis-en-Médoc est vulnérable à différents aléas naturels : météorologiques (tempête, orage, neige, grand froid, canicule ou sécheresse), inondations, feux de forêts et séisme (sismicité très faible). Il est également exposé à un risque technologique, le risque nucléaire. Un site publié par le BRGM permet d'évaluer simplement et rapidement les risques d'un bien localisé soit par son adresse soit par le numéro de sa parcelle.

#### Risques naturels
Certaines parties du territoire communal sont susceptibles d’être affectées par le risque d’inondation par débordement de cours d'eau, notamment la Jalle de Castelnau. La commune a été reconnue en état de catastrophe naturelle au titre des dommages causés par les inondations et coulées de boue survenues en 1982, 1999, 2009 et 2020,.
Moulis-en-Médoc est exposée au risque de feu de forêt. Depuis le 20 avril 2016, les départements de la Gironde, des Landes et de Lot-et-Garonne disposent d’un règlement interdépartemental de protection de la forêt contre les incendies. Ce règlement vise à mieux prévenir les incendies de forêt, à faciliter les interventions des services et à limiter les conséquences, que ce soit par le débroussaillement, la limitation de l’apport du feu ou la réglementation des activités en forêt. Il définit en particulier cinq niveaux de vigilance croissants auxquels sont associés différentes mesures,.

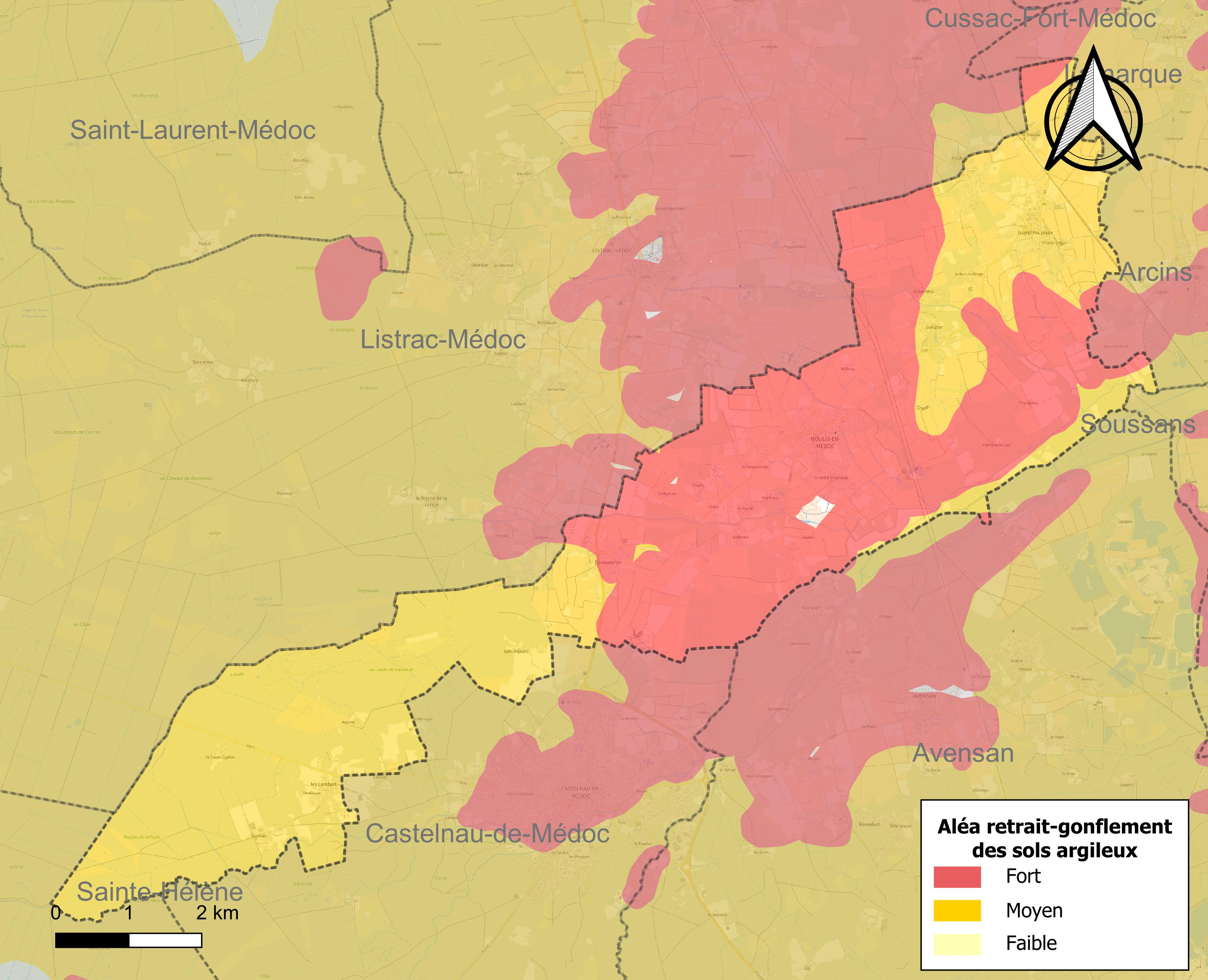
Carte des zones d'aléa retrait-gonflement des sols argileux de Moulis-en-Médoc.

Le retrait-gonflement des sols argileux est susceptible d'engendrer des dommages importants aux bâtiments en cas d’alternance de périodes de sécheresse et de pluie. 99,7 % de la superficie communale est en aléa moyen ou fort (67,4 % au niveau départemental et 48,5 % au niveau national). Sur les 809 bâtiments dénombrés sur la commune en 2019,  809 sont en aléa moyen ou fort, soit 100 %, à comparer aux 84 % au niveau départemental et 54 % au niveau national. Une cartographie de l'exposition du territoire national au retrait gonflement des sols argileux est disponible sur le site du BRGM,.
Par ailleurs, afin de mieux appréhender le risque d’affaissement de terrain, l'inventaire national des cavités souterraines permet de localiser celles situées sur la commune.
Concernant les mouvements de terrains, la commune a été reconnue en état de catastrophe naturelle au titre des dommages causés par la sécheresse en 2003, 2012 et 2017 et par des mouvements de terrain en 1999.

#### Risques technologiques
La commune étant située totalement dans le périmètre du plan particulier d'intervention (PPI) de 20 km autour de la centrale nucléaire du Blayais, elle est exposée au risque nucléaire. En cas d'accident nucléaire, une alerte est donnée par différents médias (sirène, sms, radio, véhicules). Dès l'alerte, les personnes habitant dans le périmètre de 2 km se mettent à l'abri. Les personnes habitant dans le périmètre de 20 km peuvent être amenées, sur ordre du préfet, à évacuer et ingérer des comprimés d’iode stable,,.

## Toponymie
Le nom de Moulis pourrait provenir du latin moles ou molis, « ouvrage de terrassement, maçonnerie, jetée, bâtiment ou édifice » ; ou bien, comme le proposait l’abbé Baurein au XVIIIe siècle, de « moulin ». Moulis-en-Médoc étant en Médoc, pays historiquement gascon, la plupart des noms de lieux-dits y sont explicables par le gascon, par exemple Arribaut, Houdide, la Bernède, le Bourdieu, le Camp bas (Camba), le Sibada…

## Histoire
Déjà à l'époque Antique, marquée par la polyculture sous forme de latifundia (grandes propriétés), la vigne était cultivée[réf. nécessaire] à Moulis puisque trois établissements gallo-romains y ont été reconnus. C'est de cette époque que date le fameux cépage biturica, ancêtre de notre cabernet et qui a laissé dans le langage populaire le terme de « biture » pour désigner l'ivresse !
Durant le Moyen Âge, le Médoc est un des greniers de Bordeaux ; la présence de nombreux moulins, pour moudre le grain, l'atteste. C'est du terme « moulin » que Moulis tire vraisemblablement son nom : Molinis / Moulinis. Les vignobles existants appartenaient à des propriétaires féodaux et à la communauté religieuse dont l'église romane atteste l'importance. 
Au XIVe et XVe siècles en Haut Médoc, la vigne était implantée dans les territoires de l'intérieur plutôt qu'en bordure de l'estuaire pour éviter les méfaits de l'humidité du fleuve et des brouillards qui favorisaient la pourriture et décimaient le vignoble.
Le vignoble se développe rapidement au XVIIIe siècle. La qualité du terroir ne laisse pas insensibles les négociants bordelais qui ont fait leur fortune dans le commerce des îles. Ils investissent à Moulis.
Jacques Baurein a publié un travail sur la situation de la commune au XVIIIe siècle dans son ouvrage Variétés Bordeloises,.
La Révolution française portera un rude coup au vignoble, mais il se relèvera vite pour atteindre son apogée à la fin du XIXe siècle avec une superficie de 1 500 hectares, avant de subir les ravages du phylloxera.

## Politique et administration
| Période                                  | Période   | Identité           | Étiquette | Qualité                                               |
| ---------------------------------------- | --------- | ------------------ | --------- | ----------------------------------------------------- |
| avant 1988                               | ?         | André Jouet        |           |                                                       |
| ?                                        | ?         | Raymond Jouet      |           |                                                       |
| avant 1995                               | mars 2008 | Georges Bayonnette |           |                                                       |
| mars 2008                                | En cours  | Christian Lagarde  | PS        | Fonctionnaire Président de la Cdc Médullienne (2013-) |
| Les données manquantes sont à compléter. |           |                    |           |                                                       |

## Démographie
L'évolution du nombre d'habitants est connue à travers les recensements de la population effectués dans la commune depuis 1793. Pour les communes de moins de 10 000 habitants, une enquête de recensement portant sur toute la population est réalisée tous les cinq ans, les populations de référence des années intermédiaires étant quant à elles estimées par interpolation ou extrapolation. Pour la commune, le premier recensement exhaustif entrant dans le cadre du nouveau dispositif a été réalisé en 2004.

En 2022, la commune comptait 1 917 habitants, en évolution de +6,15 % par rapport à 2016 (Gironde : +6,91 %, France hors Mayotte : +2,11 %).
| 1793 | 1800 | 1806 | 1821 | 1831 | 1836 | 1841 | 1846  | 1851  |
| ---- | ---- | ---- | ---- | ---- | ---- | ---- | ----- | ----- |
| 931  | 736  | 714  | 831  | 904  | 880  | 910  | 1 028 | 1 114 |

| 1856  | 1861  | 1866  | 1872  | 1876  | 1881  | 1886  | 1891  | 1896  |
| ----- | ----- | ----- | ----- | ----- | ----- | ----- | ----- | ----- |
| 1 085 | 1 160 | 1 266 | 1 386 | 1 406 | 1 514 | 1 440 | 1 461 | 1 523 |

| 1901  | 1906  | 1911  | 1921  | 1926  | 1931  | 1936 | 1946 | 1954 |
| ----- | ----- | ----- | ----- | ----- | ----- | ---- | ---- | ---- |
| 1 505 | 1 420 | 1 239 | 1 007 | 1 010 | 1 000 | 854  | 809  | 892  |

| 1962 | 1968 | 1975  | 1982  | 1990  | 1999  | 2004  | 2006  | 2009  |
| ---- | ---- | ----- | ----- | ----- | ----- | ----- | ----- | ----- |
| 911  | 972  | 1 016 | 1 208 | 1 326 | 1 366 | 1 546 | 1 596 | 1 773 |

| 2014  | 2019  | 2022  | - | - | - | - | - | - |
| ----- | ----- | ----- | - | - | - | - | - | - |
| 1 795 | 1 877 | 1 917 | - | - | - | - | - | - |

Moulis-en-Médoc est une commune du Médoc viticole. On y produit des vins de grande réputation qui bénéficient de l'appellation moulis, l'une des six appellations communales du Haut-Médoc. Bien qu'oubliées par le classement de 1855, les meilleures propriétés de l'appellation, dont le château Chasse-Spleen, le château Poujeaux, le château Branas Grand Poujeaux, le château Anthonic, le château Dutruch Grand Poujeaux, le château La Mouline, le château Granins Grand Poujeaux, le château Brillette, le château Maucaillou, le château Biston Brillette ou encore le château Moulin à Vent, se sont fait un nom parmi les grands vins du Médoc, notamment grâce à la classification des crus bourgeois.

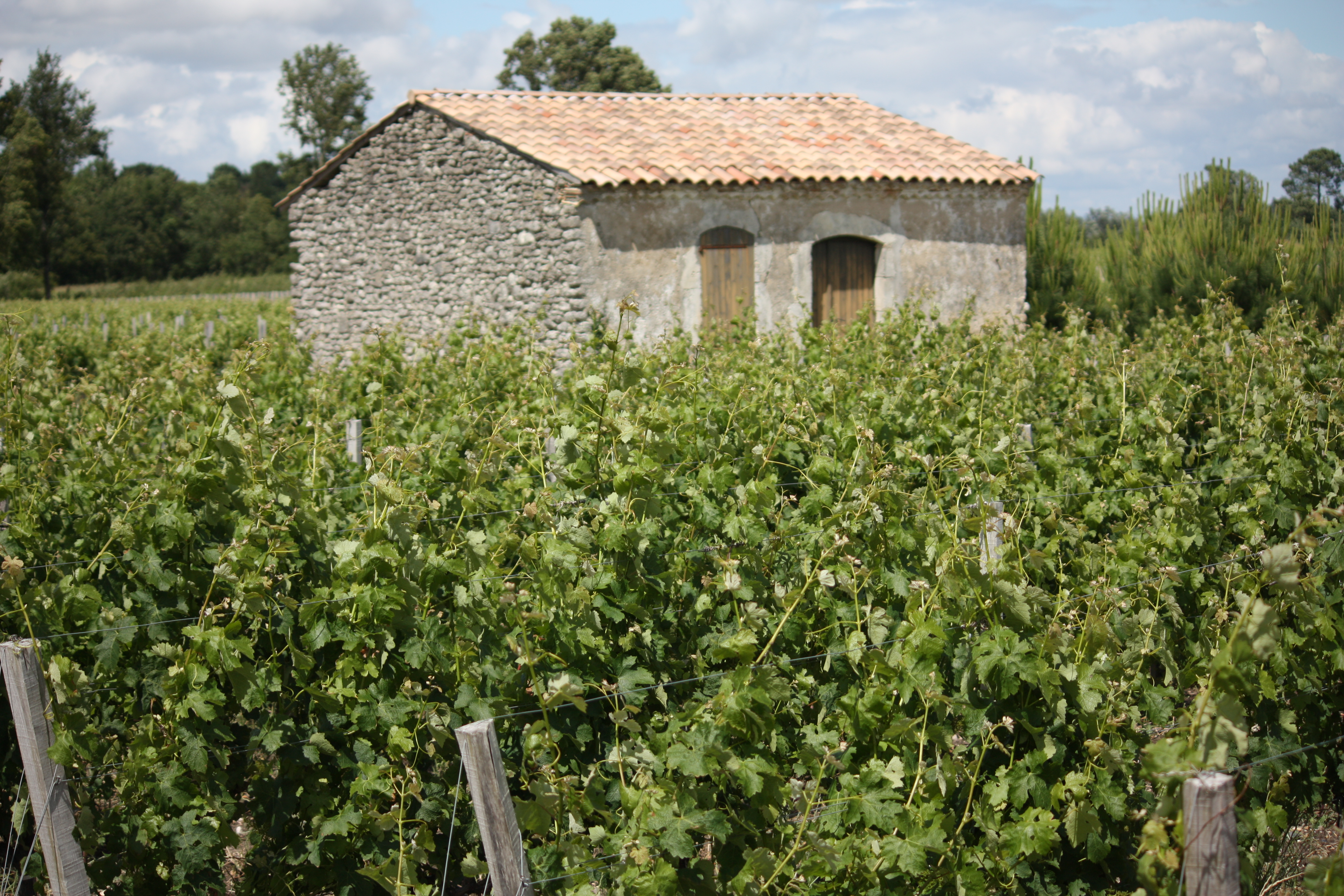
Vignobles de Moulis-en-Médoc.

## Lieux et monuments
Le monument le plus intéressant est l'église Saint-Saturnin. Elle s'élève sur un site paléo-chrétien et constitue un bel exemple d'art roman. Cette église est citée pour la première fois en 1268 dans les Recognitiones feodorum in Aquitania, textes administratifs du duc d'Aquitaine, alors roi d'Angleterre.
Elle est dédiée à saint Saturnin, premier évêque de Toulouse, mort en martyr aux environs de 250.

L'église Saint-Saturnin
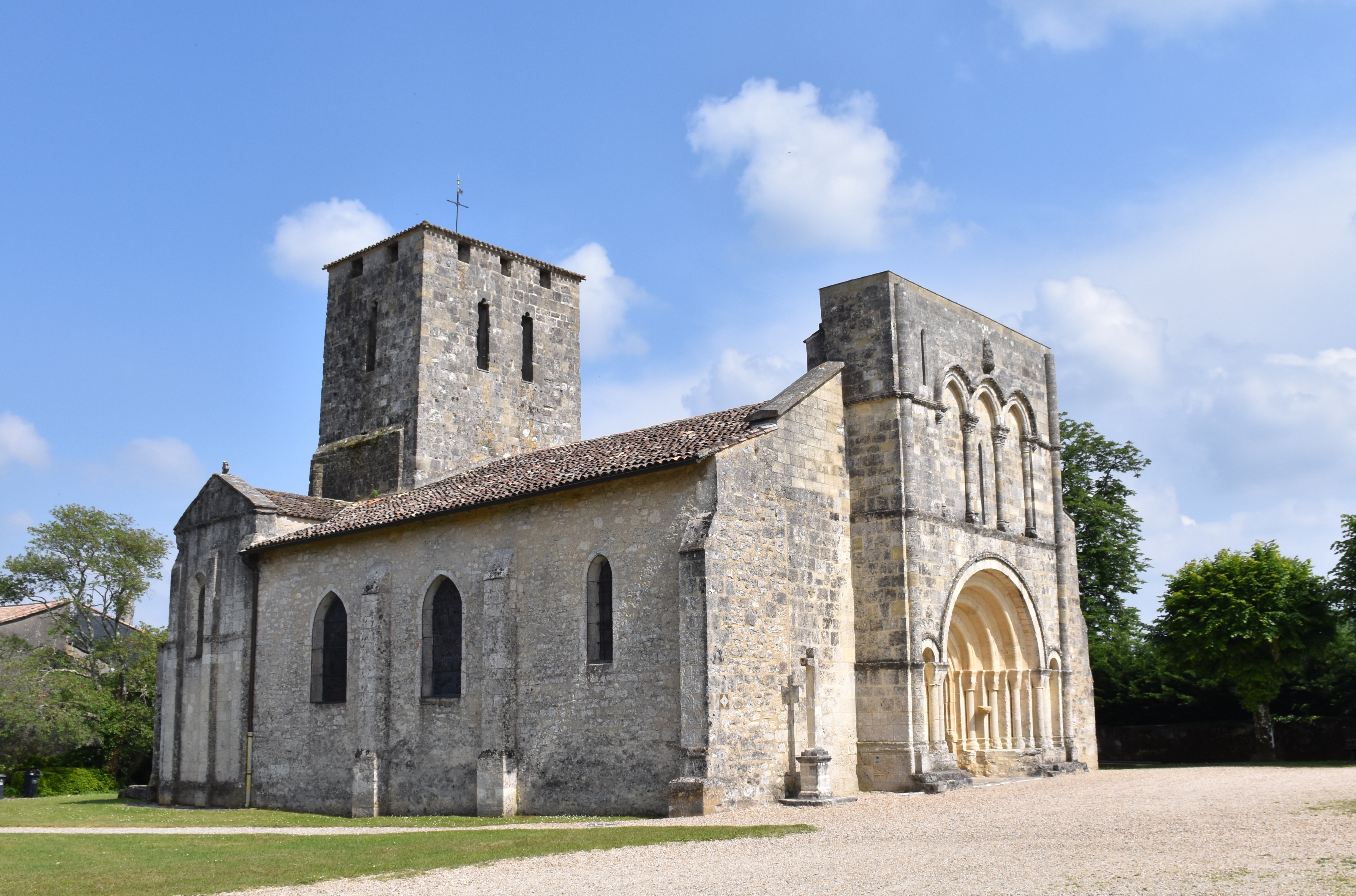
Vue latérale de l'église.
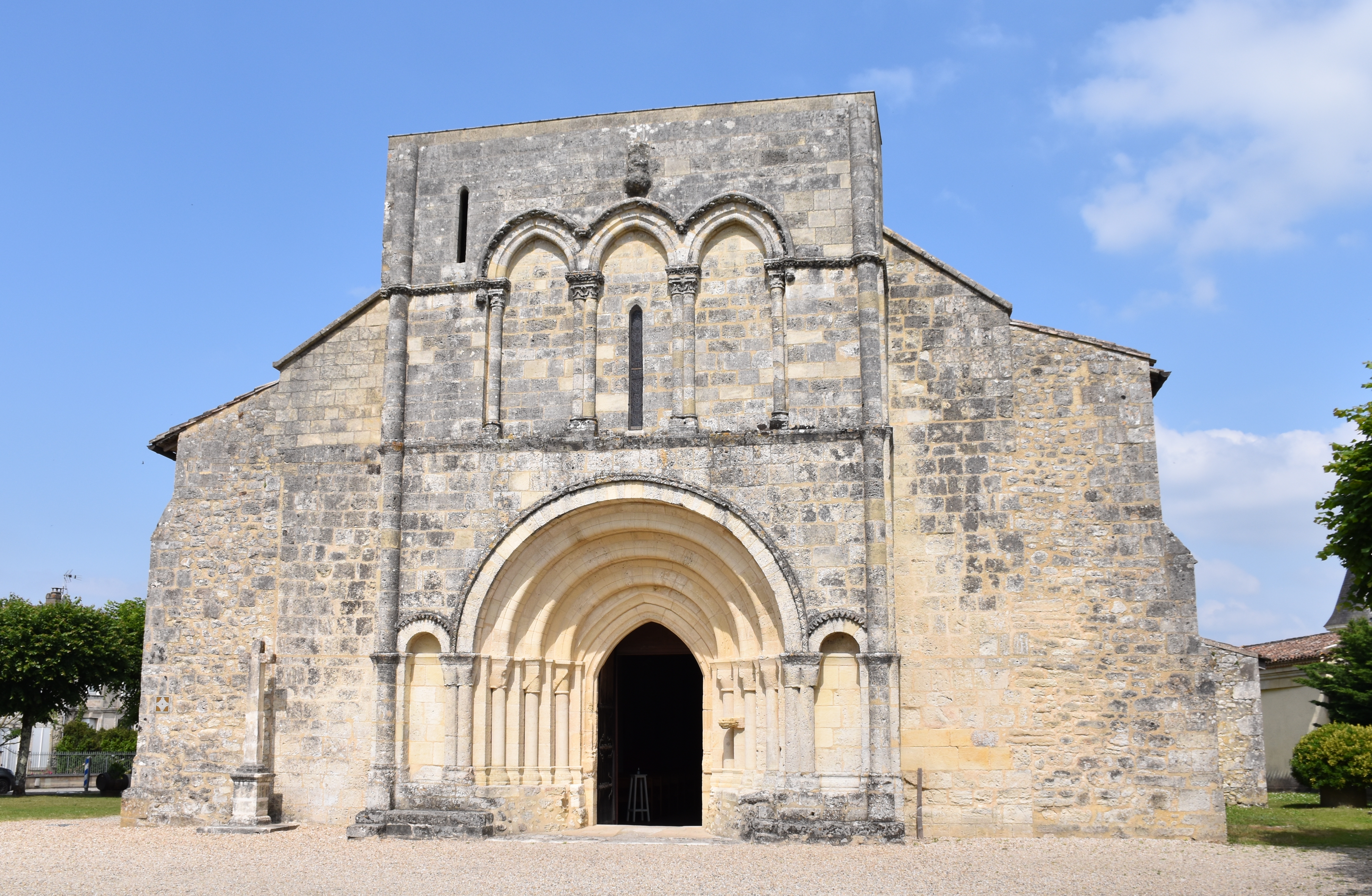
La façade.
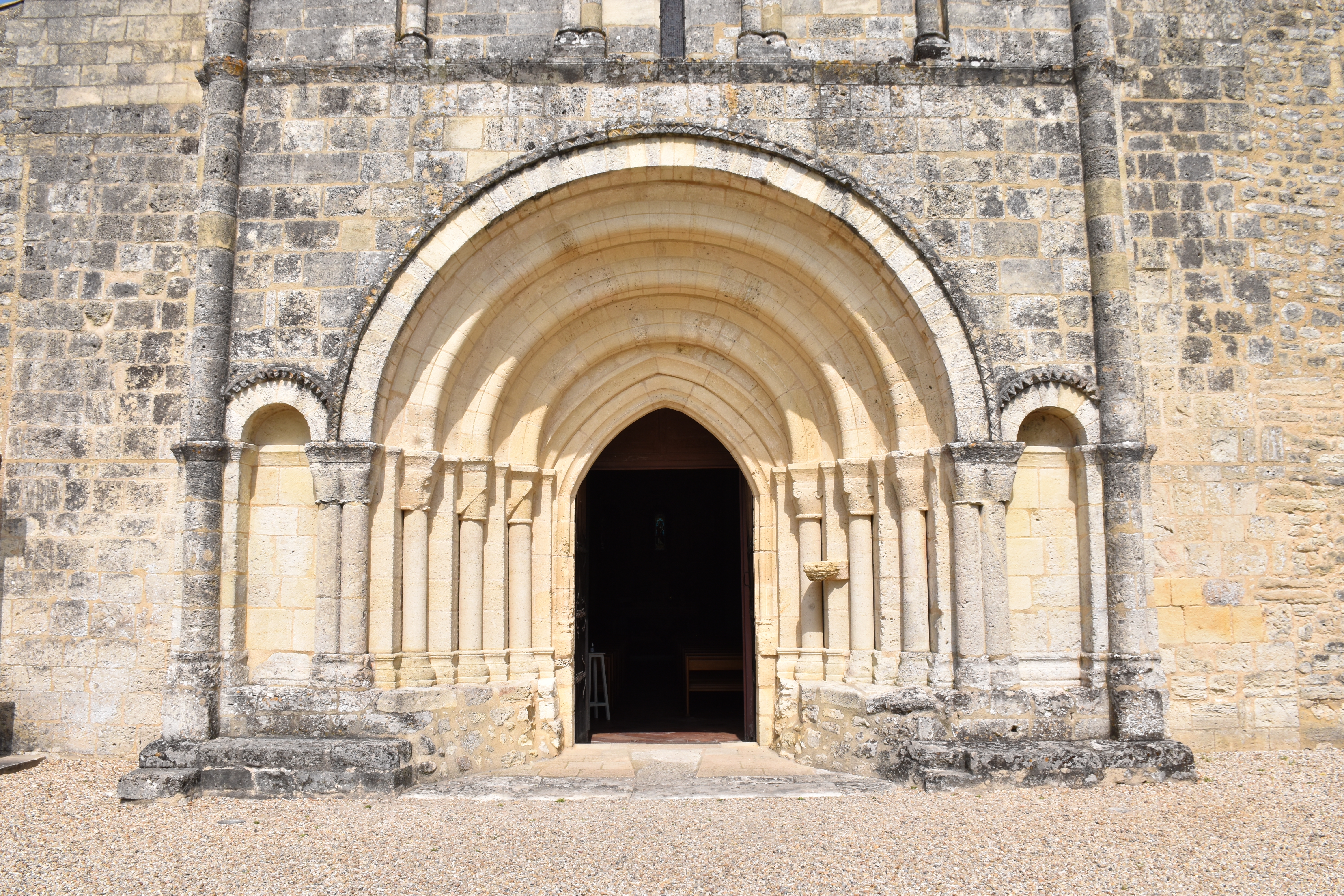
Le portail de style roman.
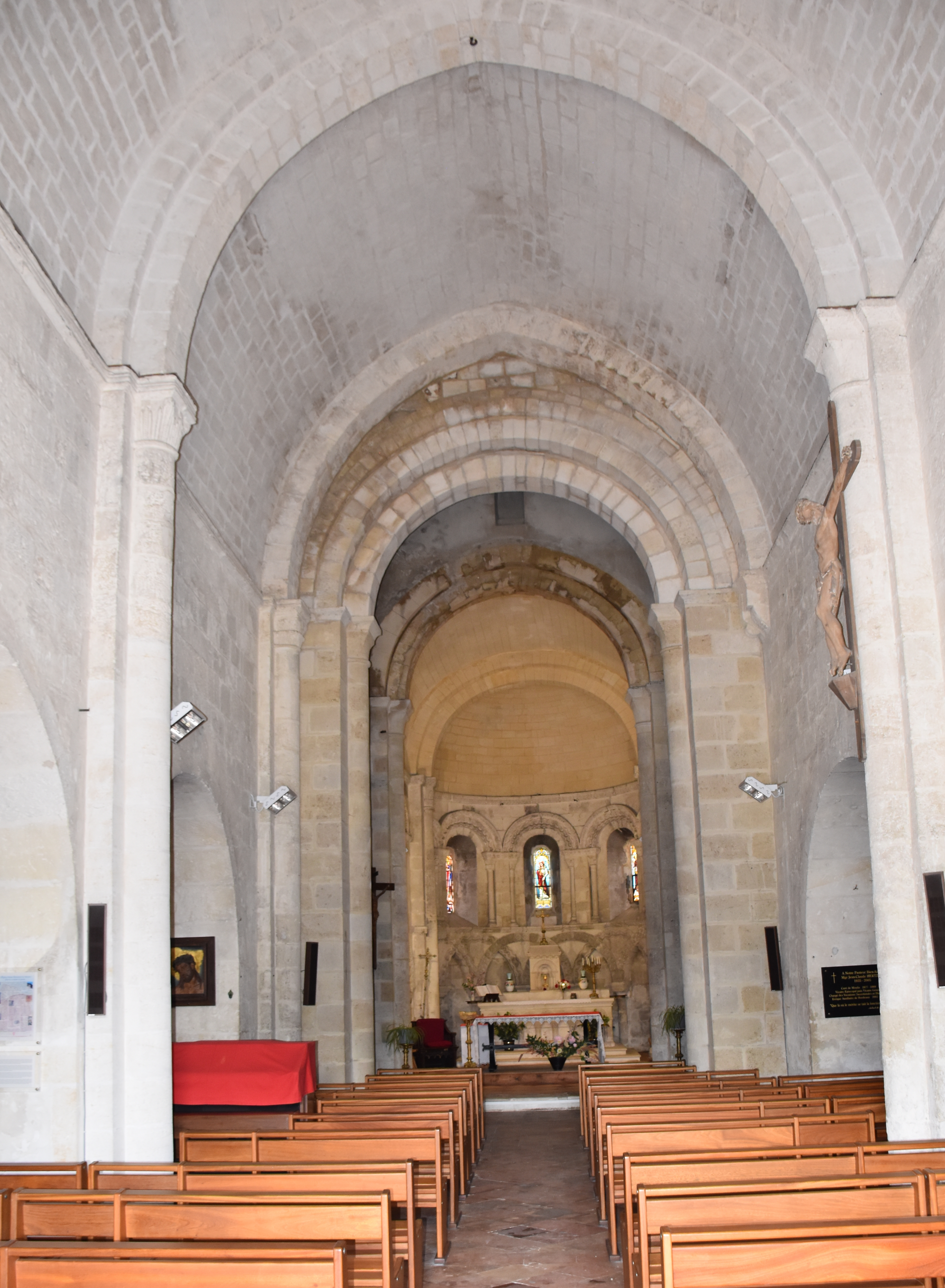
La nef.
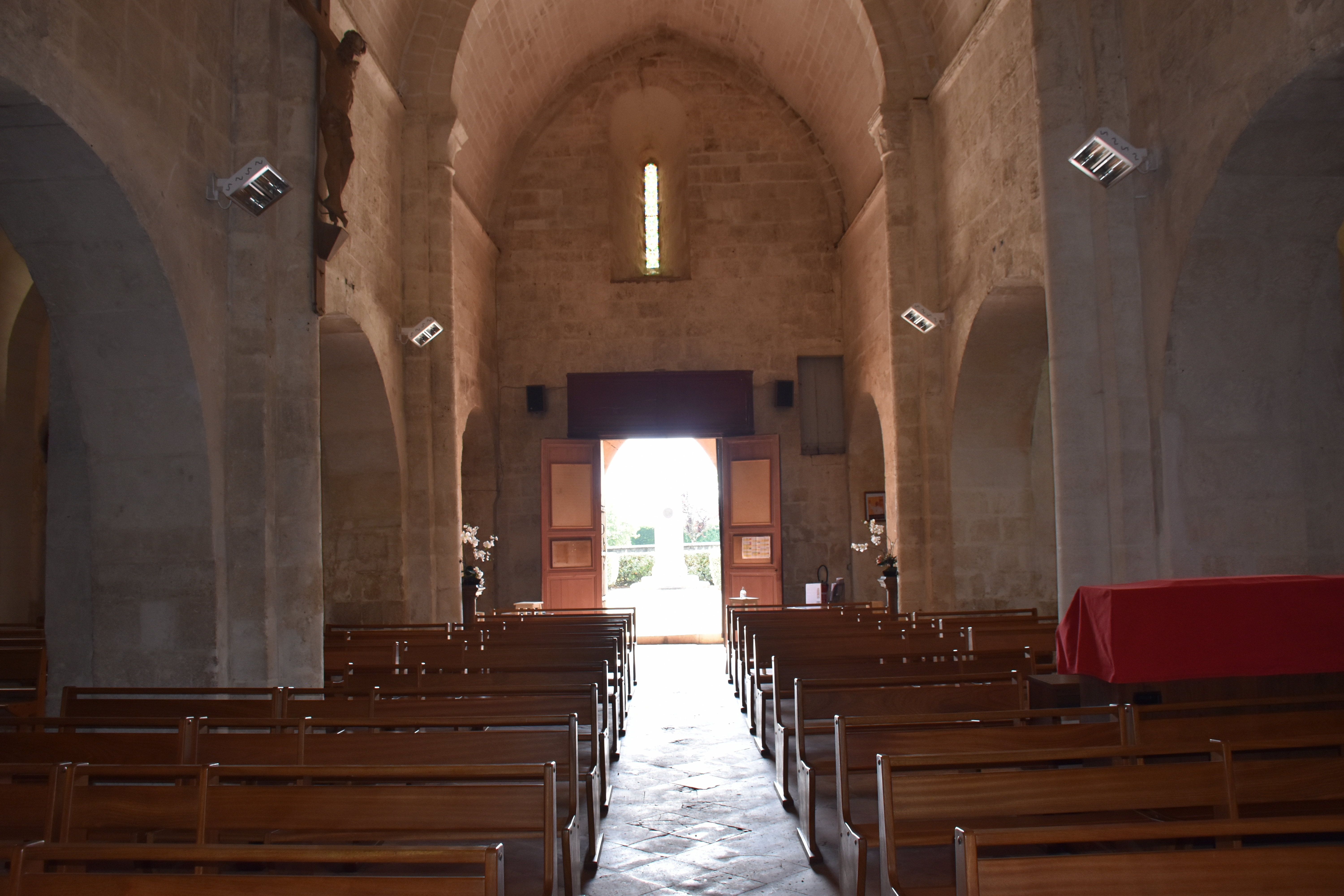
La nef côté porche.
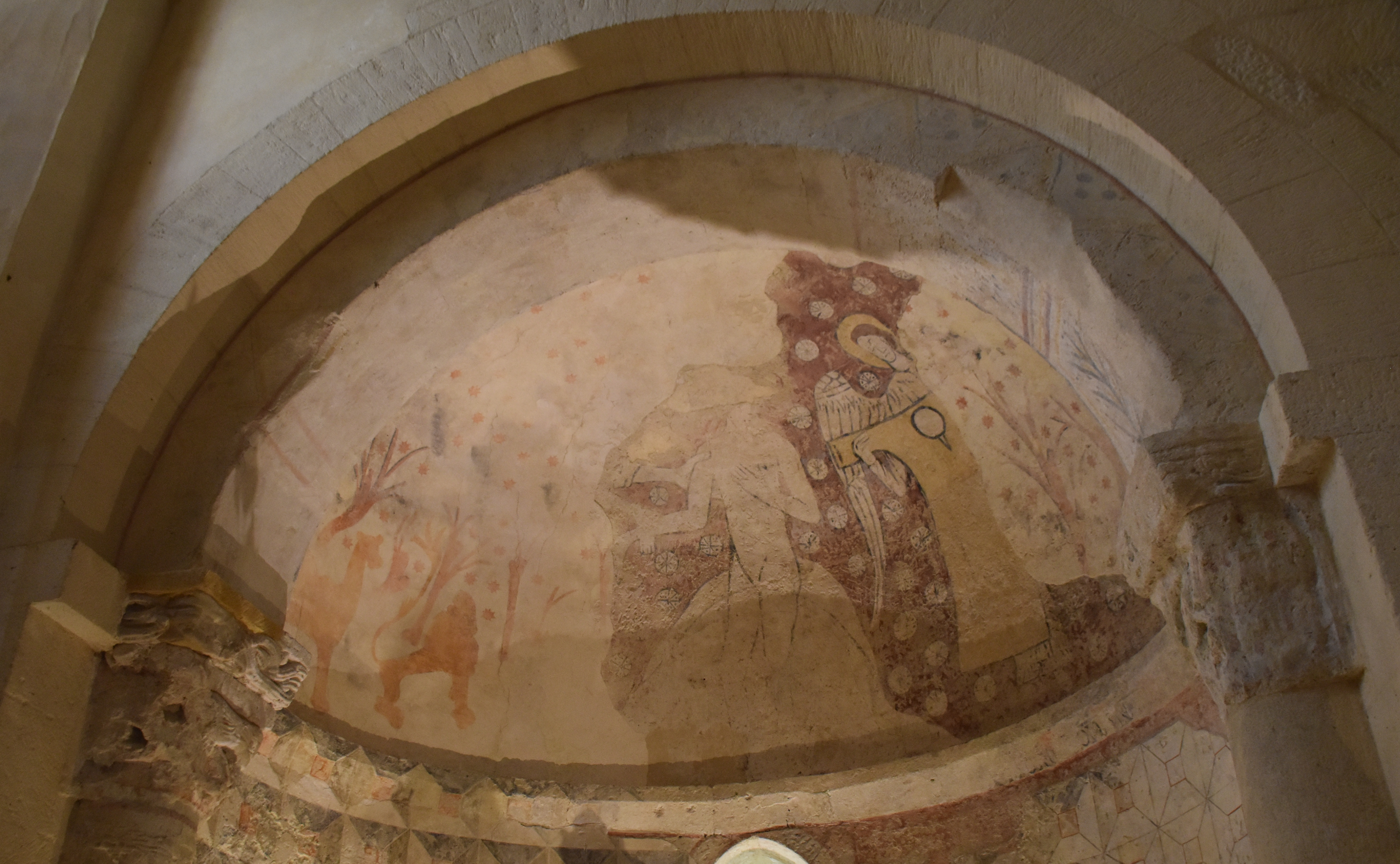
Les fresques.
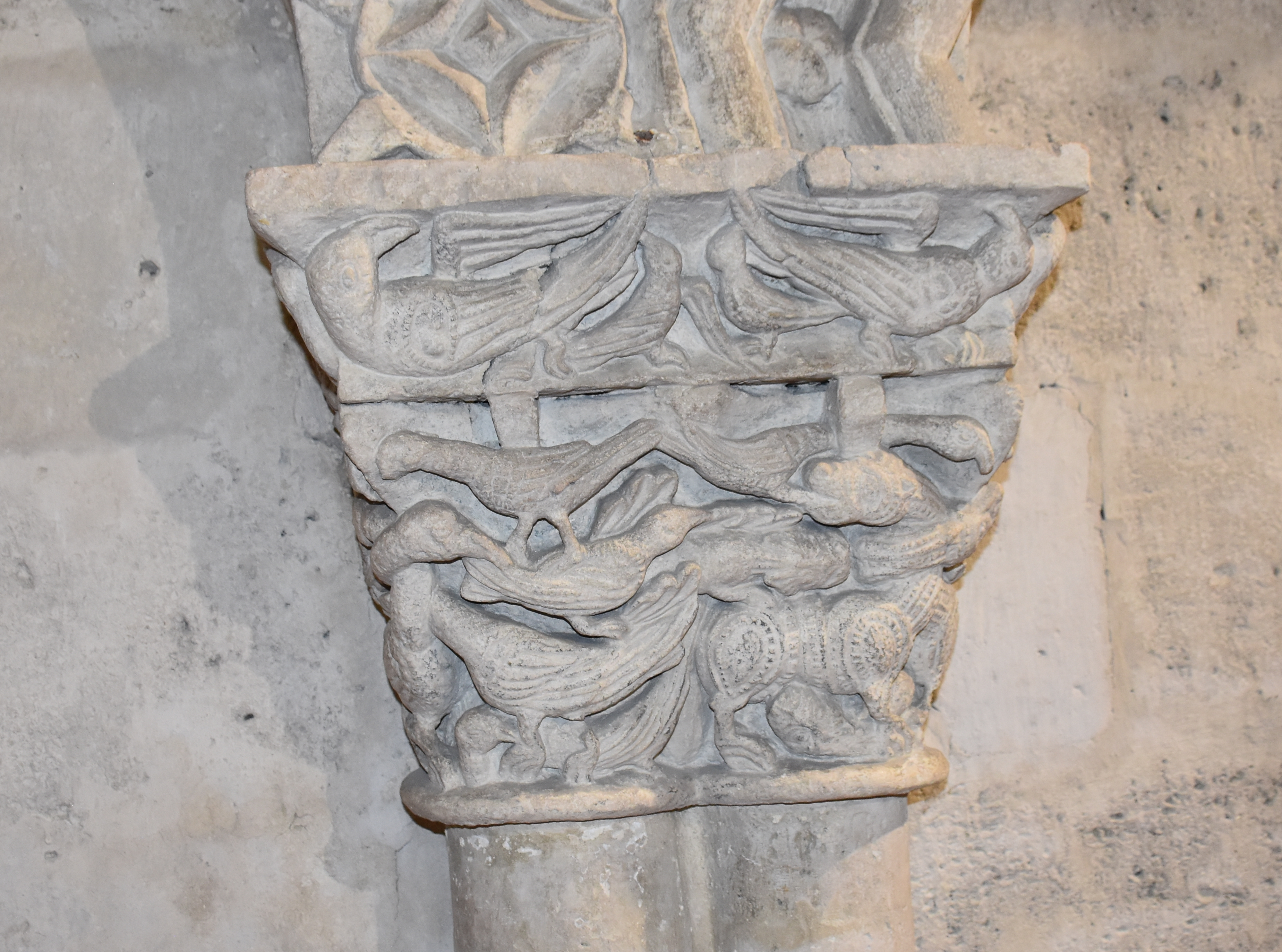
Détail des sculptures d'un chapiteau.

- Des fouilles archéologiques ont exhumé des sarcophages datant des premiers âges chrétiens, ce qui constituerait un des plus anciens témoignages de pénétration chrétienne du sud-ouest de la France.
- Le château Maucaillou propose un Musée de l'art et des métiers de la vigne et du vin.
- Le Moulin de Tiquetorte qui se situe sur les bords de la Jalle de Moulis-en-Médoc. Cet ancien moulin à eau possède toujours sa meule.
- Aire de pique-nique au Moulin de Tiquetorte

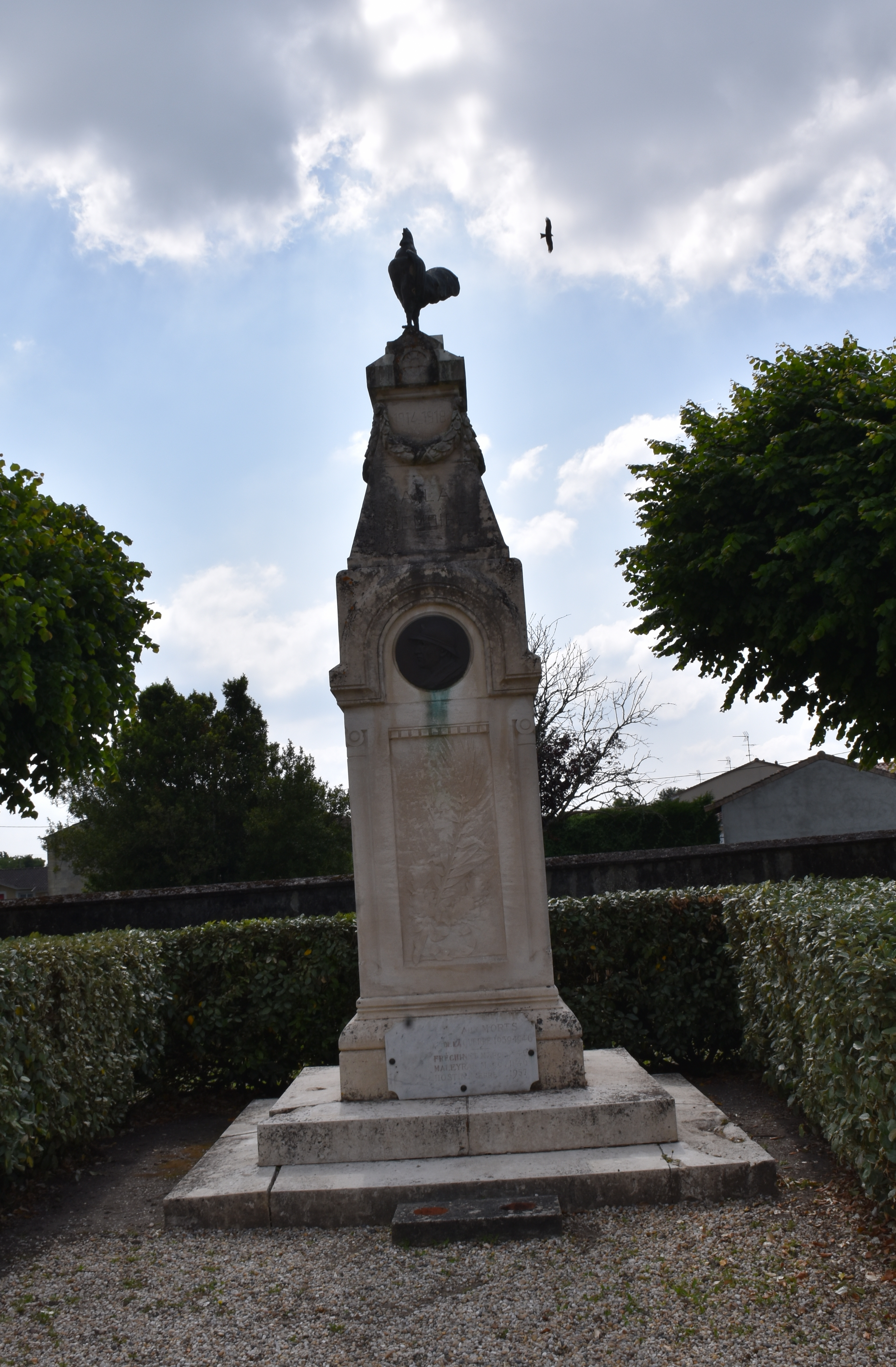
Le monument aux morts.
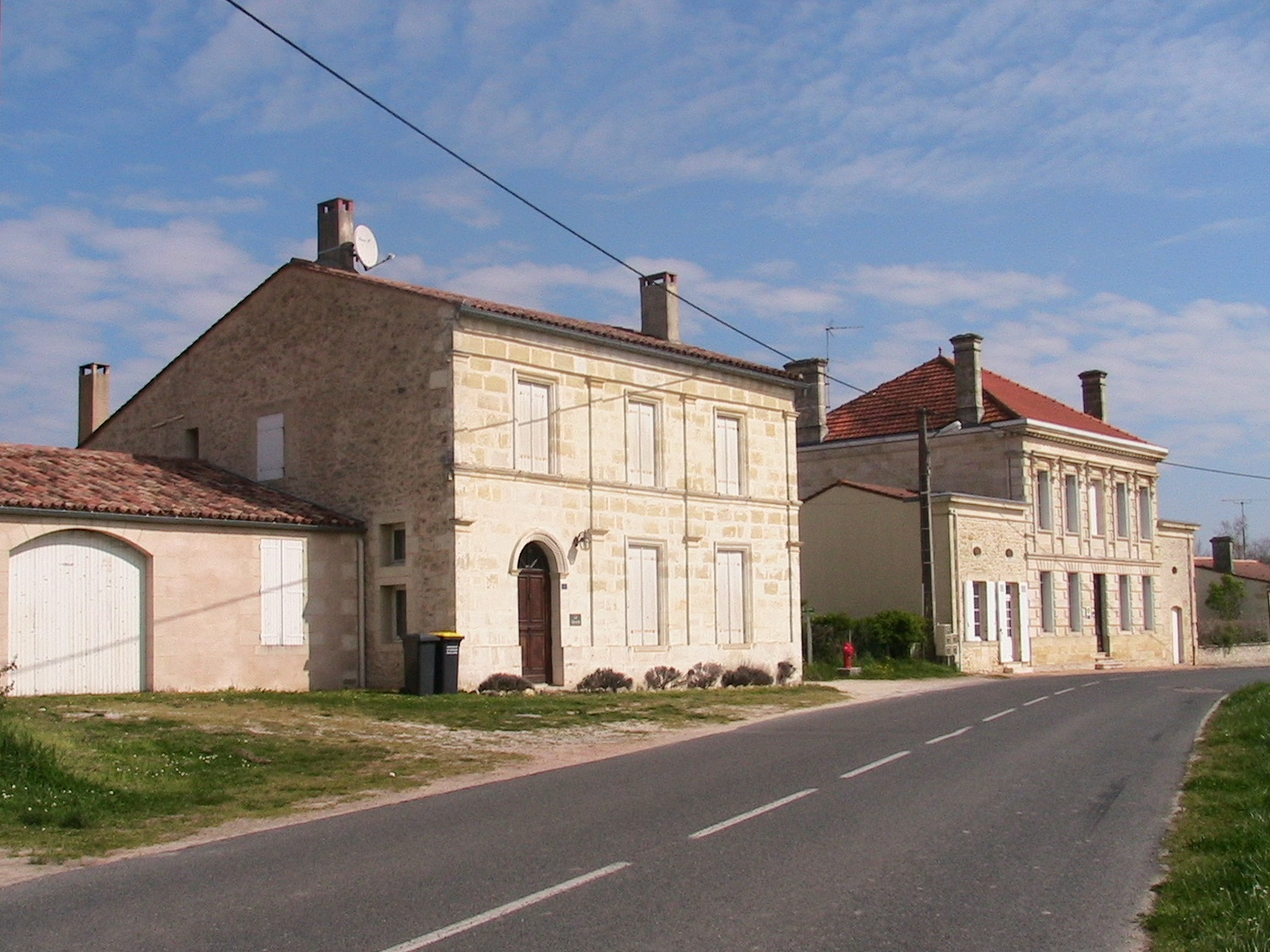
Gite.
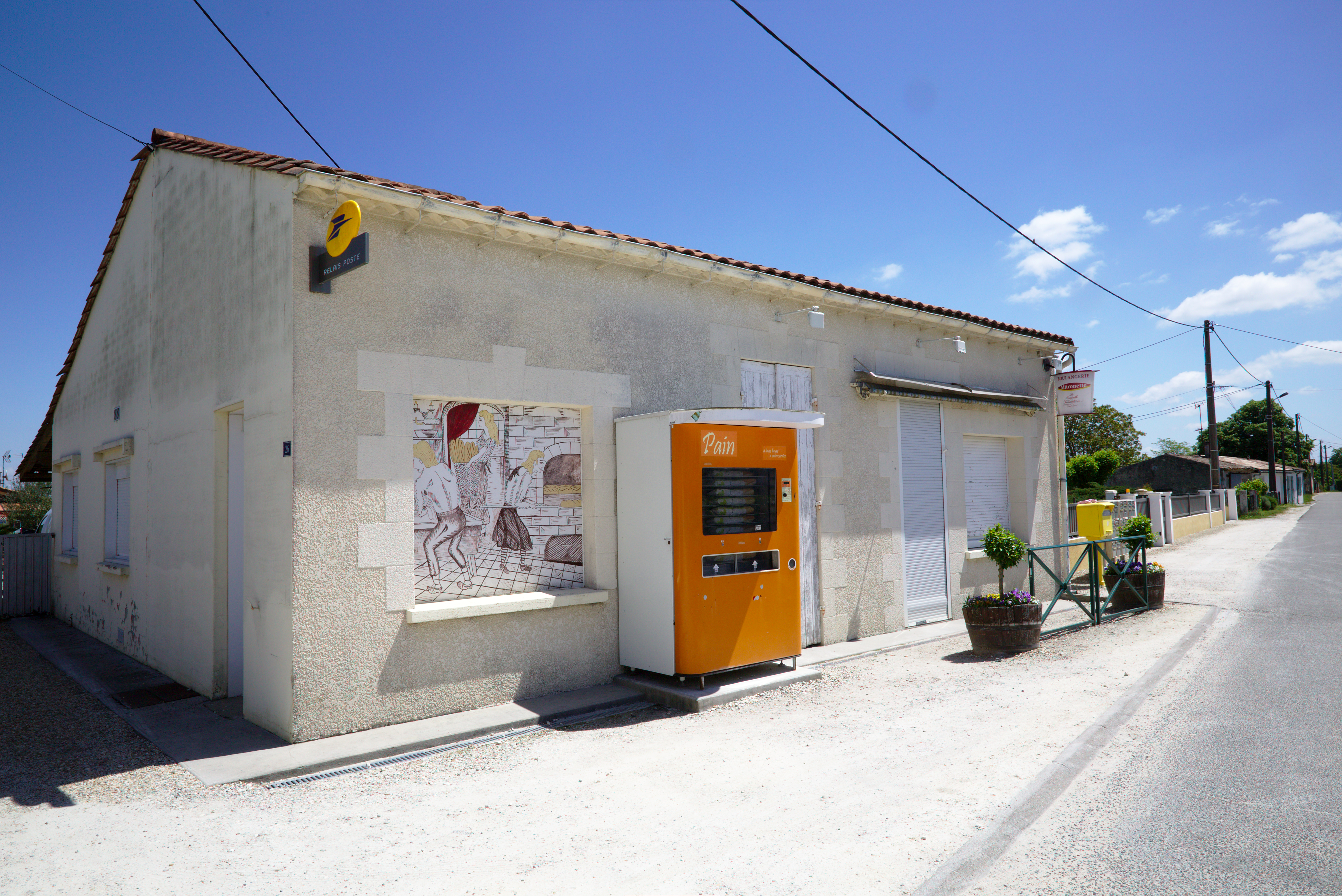
Boulangerie et son distributeur de pain.
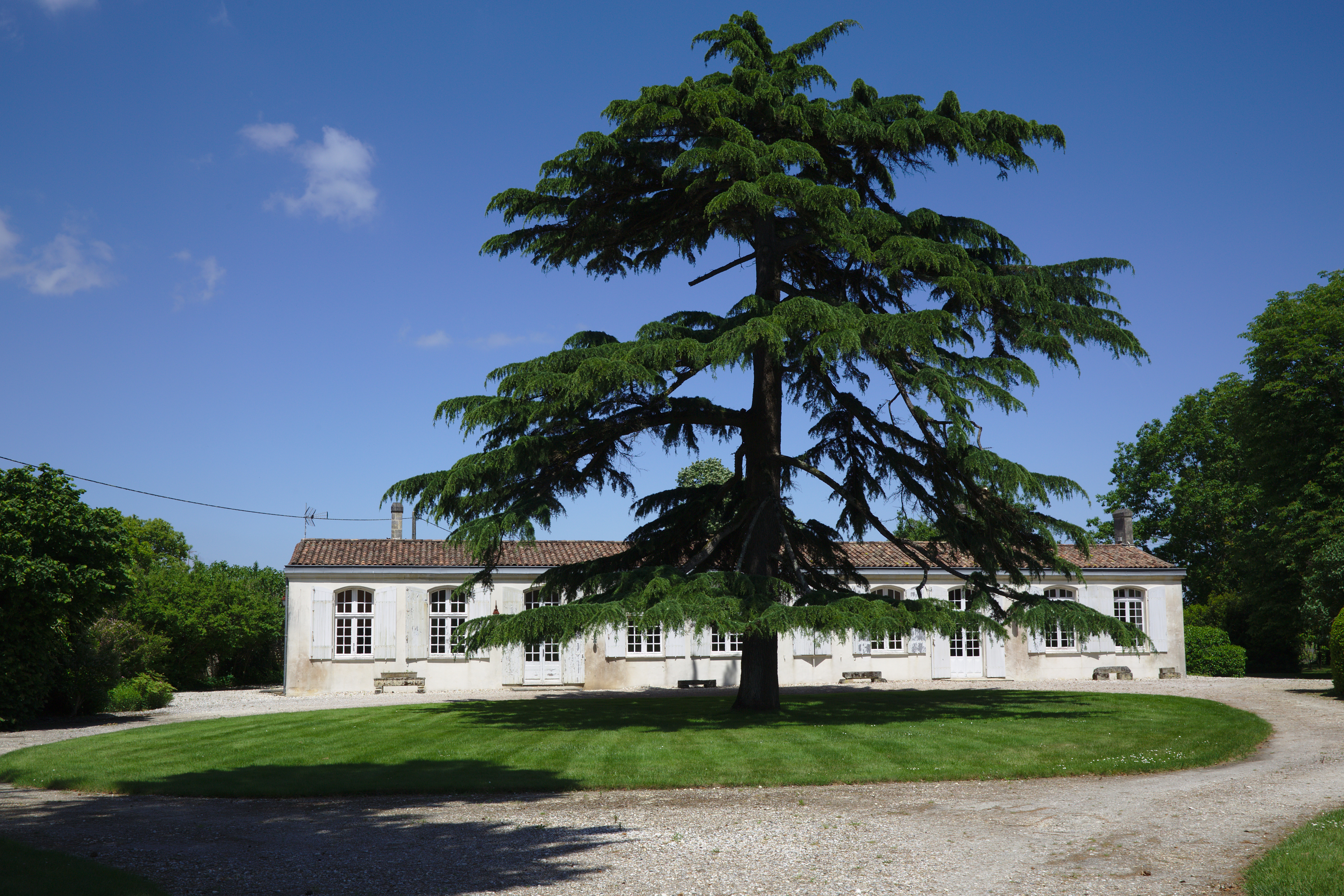
Château Poujeaux.
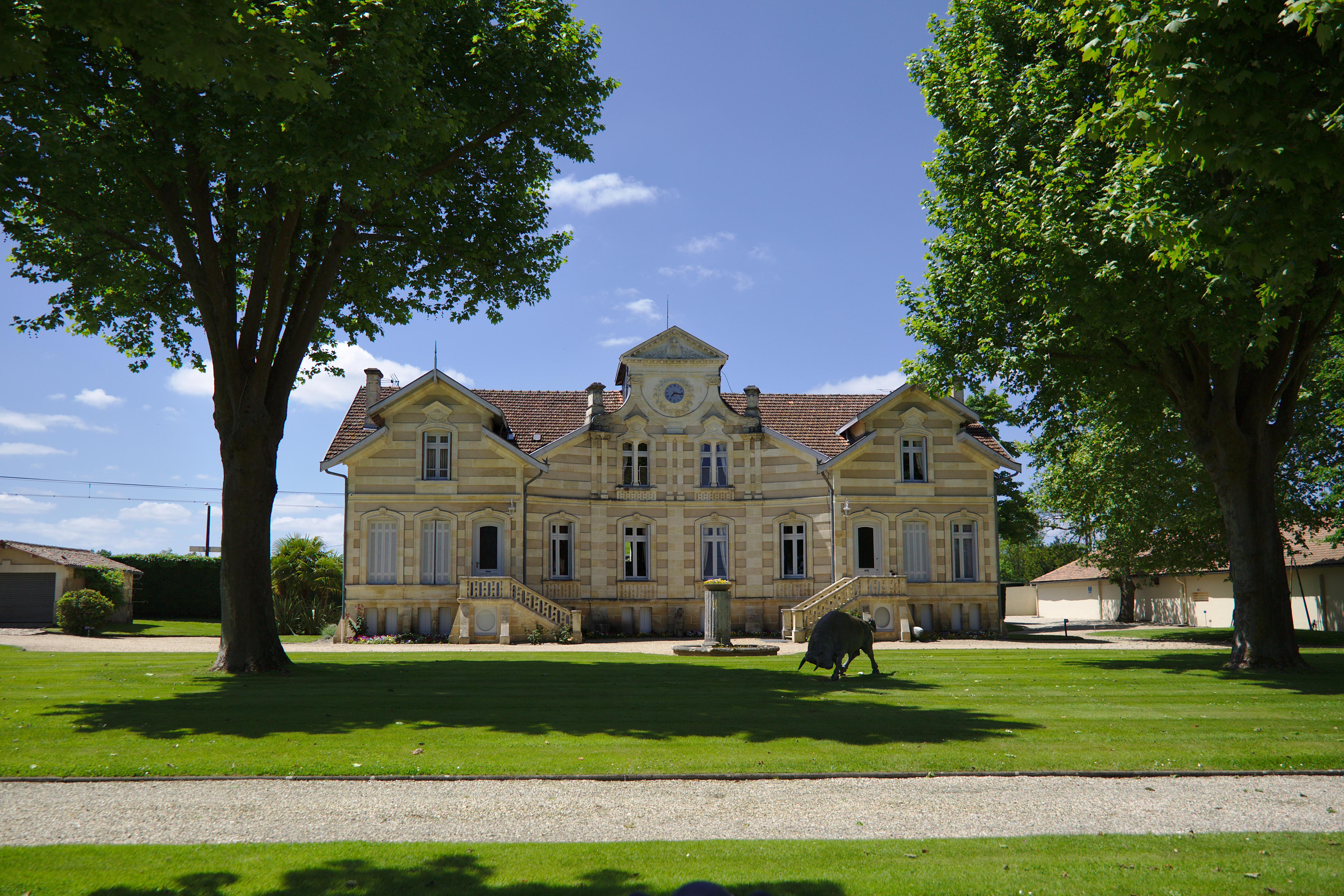
Château Maucaillou.
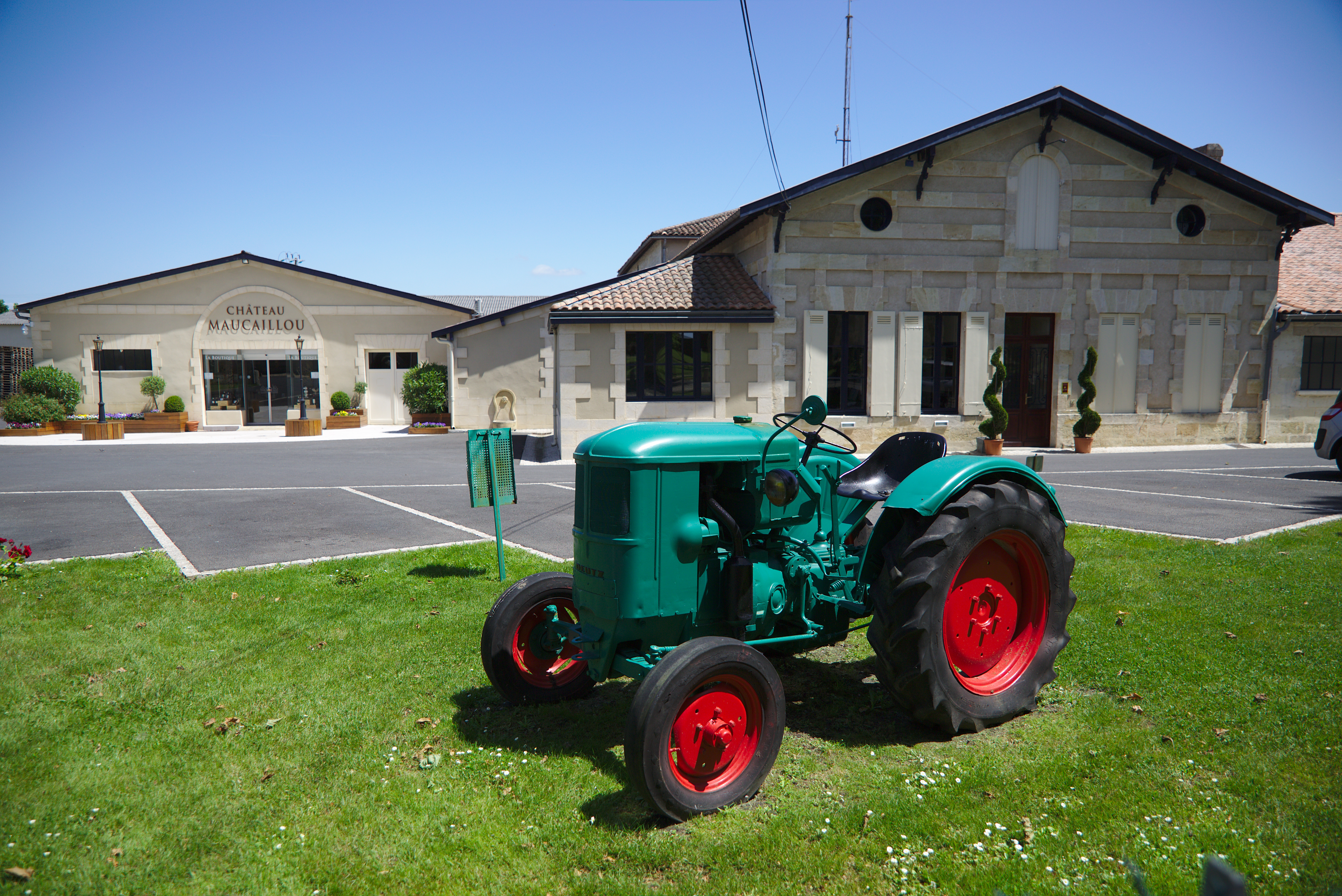
Ancien tracteur.
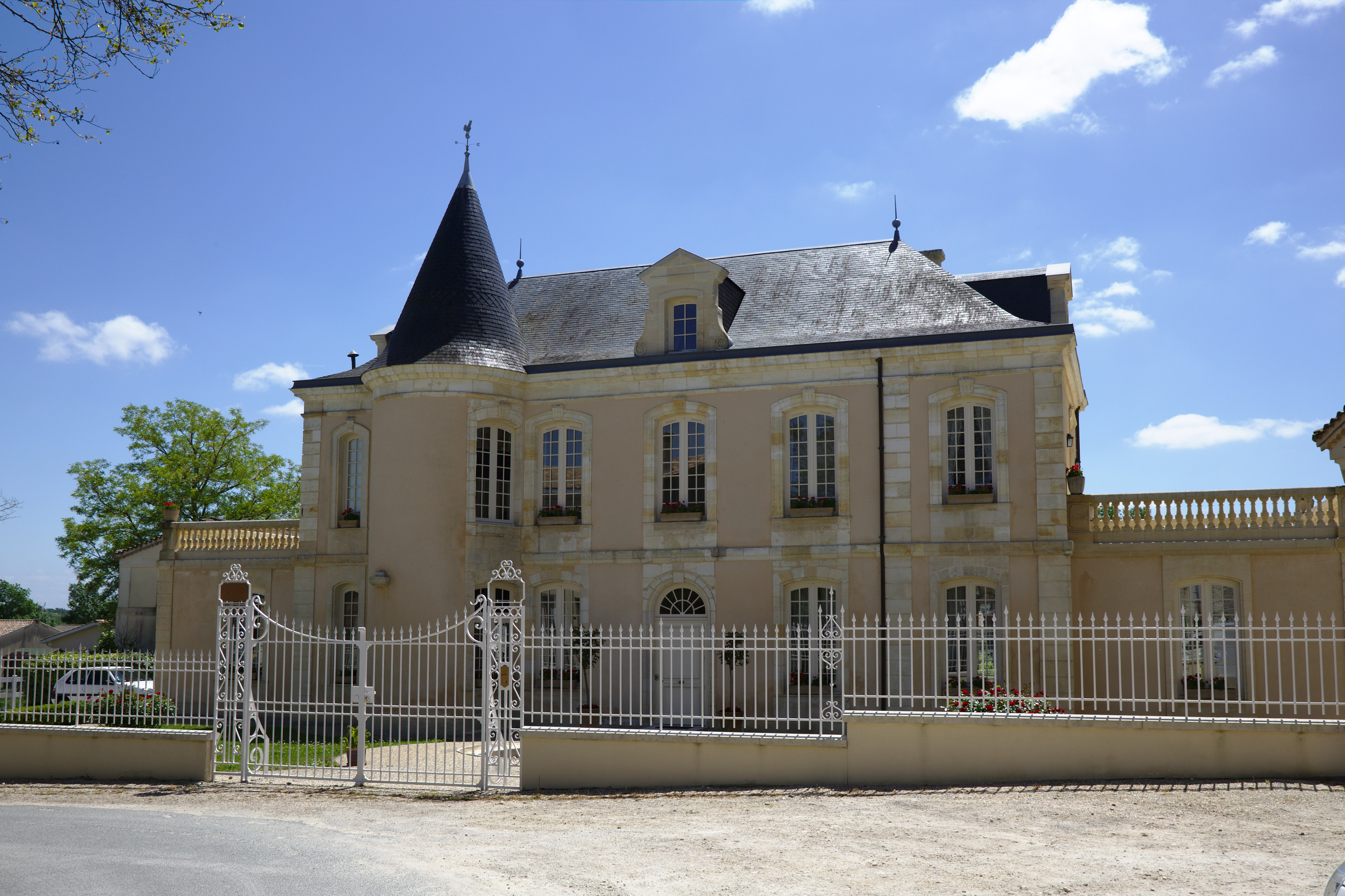
Château Pey Berland.
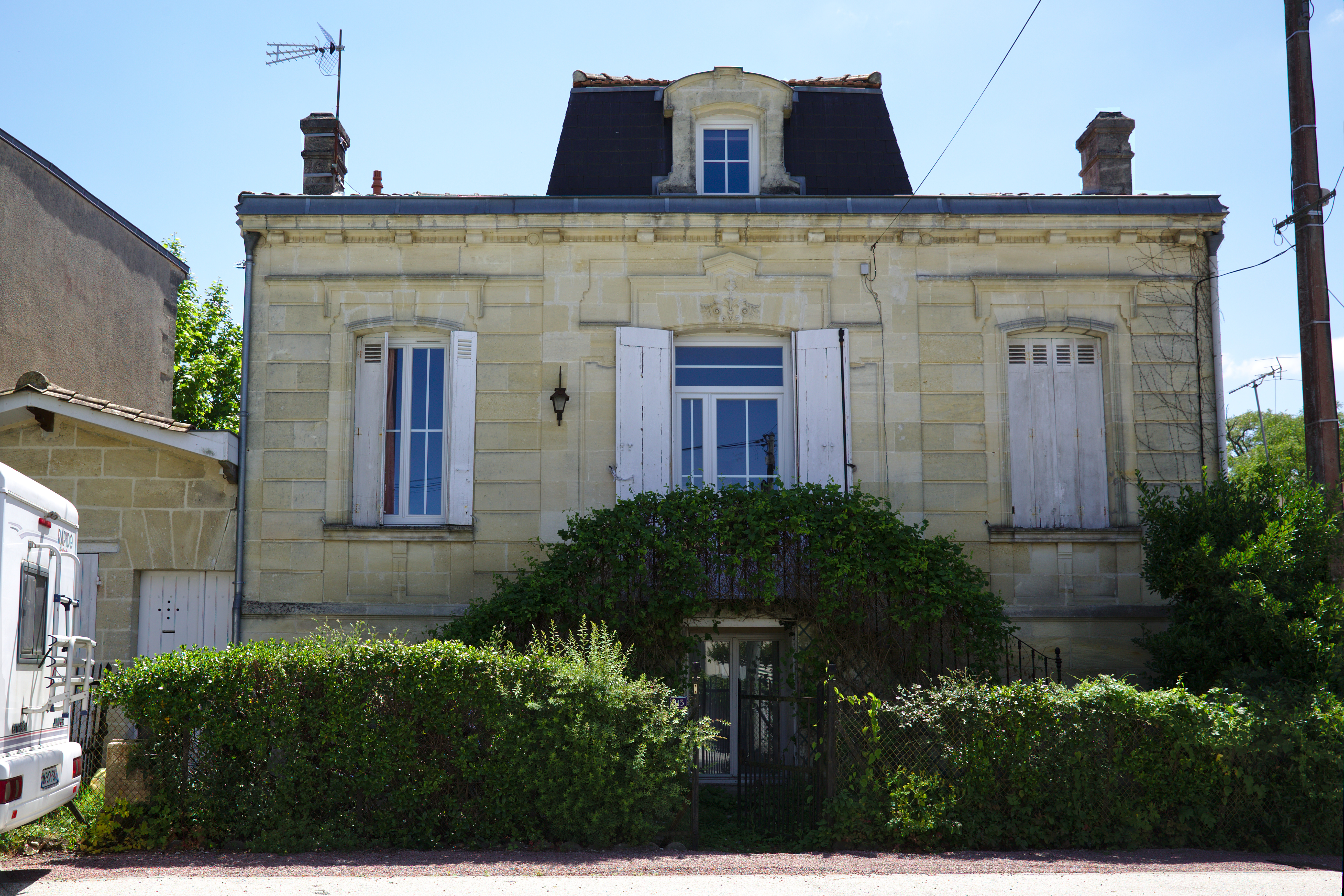
Demeure.
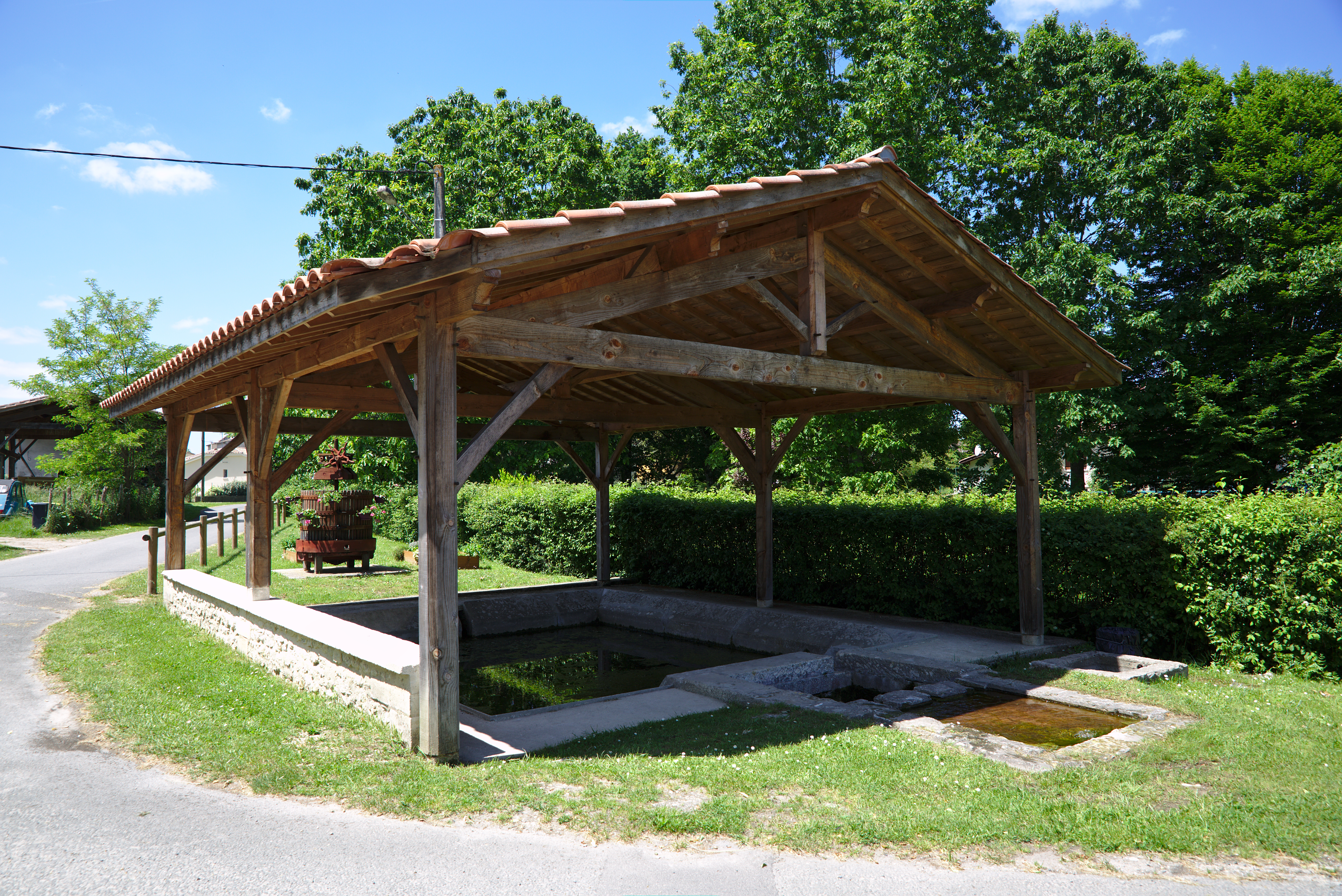
La fontaine.
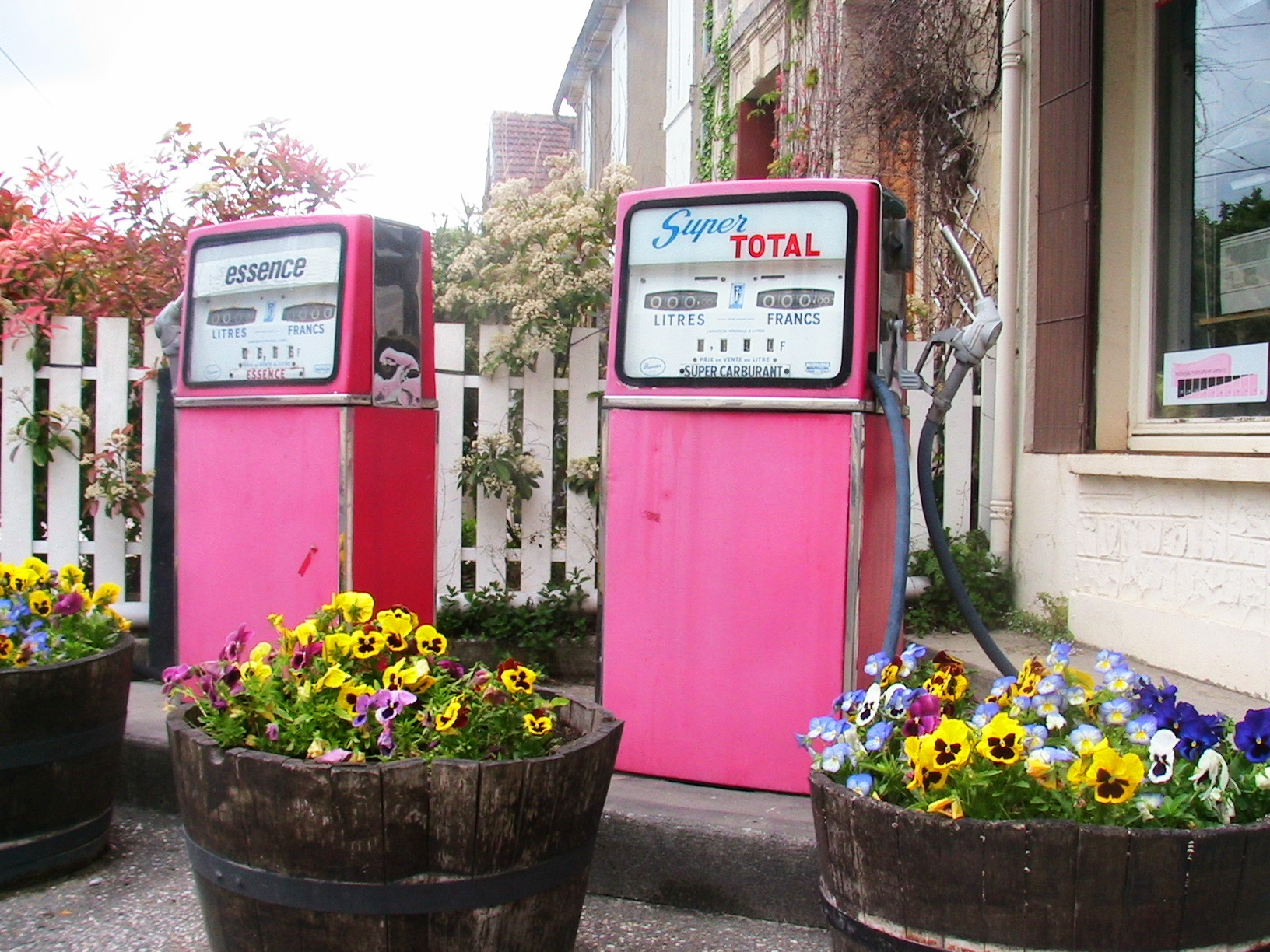
Anciennes pompes à essence.
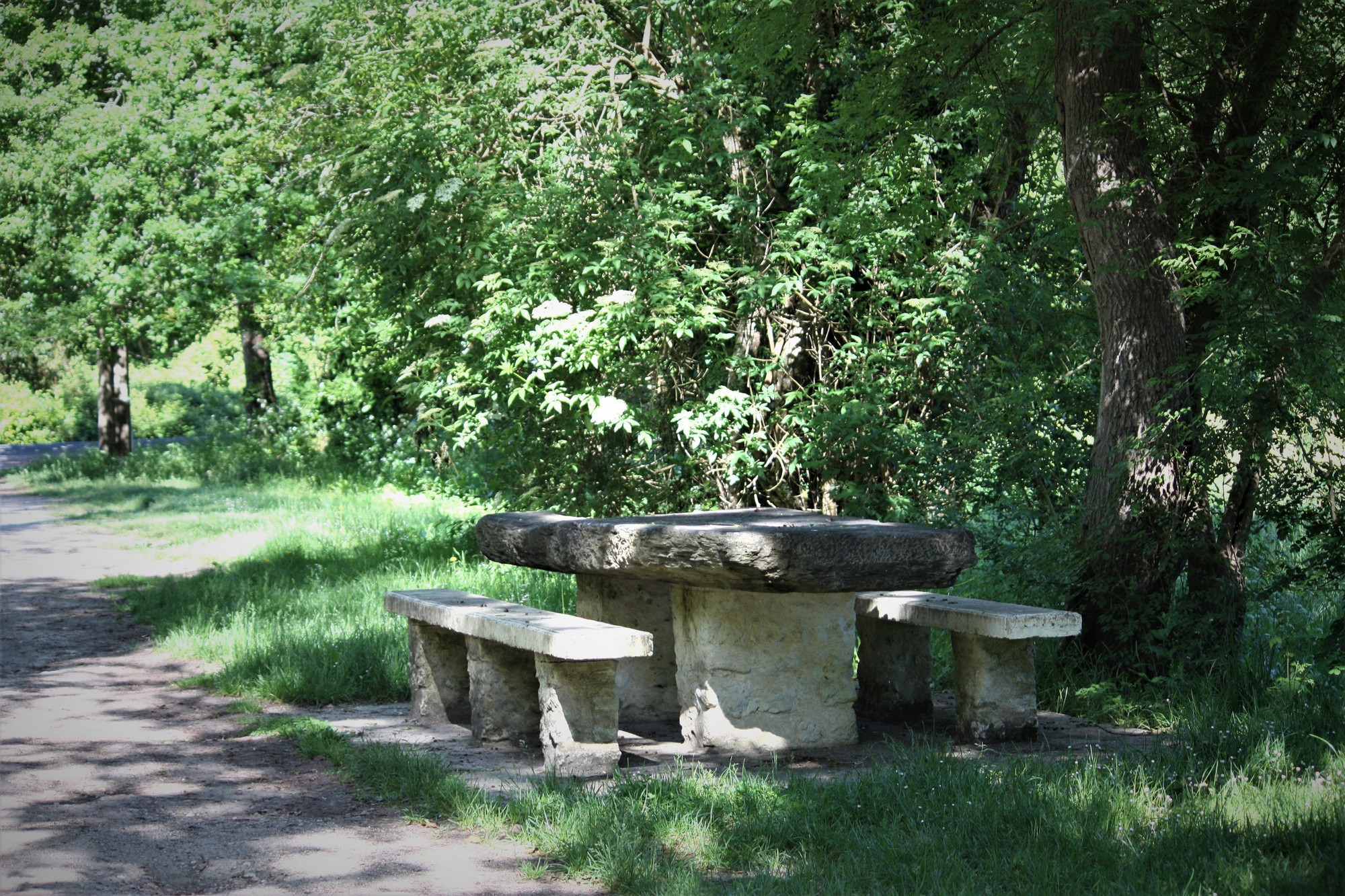
Aire de pique-nique de Tiquetorte.